# Rubidiumbromide
Rubidiumbromide (RbBr) is het rubidiumzout van waterstofbromide. De stof komt voor als een wit kristallijn poeder, dat goed oplosbaar is in water.

## Synthese
Rubidiumbromide kan op verscheidene manieren worden gesynthetiseerd. De eerste methode is de reactie van rubidiumhydroxide met waterstofbromide:
{\displaystyle \mathrm {RbOH\ +\ HBr\ \longrightarrow \ RbBr\ +\ H_{2}O} }
Een andere methode is de neutralisatiereactie van rubidiumcarbonaat met waterstofbromide:
{\displaystyle \mathrm {Rb_{2}CO_{3}\ +\ 2\ HBr\ \longrightarrow \ 2\ RbBr\ +\ H_{2}O\ +\ CO_{2}} }
De rechtstreekse reactie van metallisch rubidium met dibroom is explosief.

## Kristalstructuur
Rubidiumbromide is een kristallijne vaste stof met een kubisch kristalstelsel. Het behoort tot ruimtegroep Fm3m. De zijden van de eenheidscel zijn elk 689 pm lang.